# Markel Alberdi
Markel Alberdi Sarobe (Éibar, Guipúzcoa, 22 de octubre de 1991) es un nadador español.
Markel Alberdi es un deportista eibarres especializado en natación que logró, en julio de 2015 en Barcelona, el récord de España en 100 metros libres de natación con un tiempo de 49,18 segundos. Participó con el equipo de natación español en los Juegos Olímpicos de Río de Janeiro 2016 en la prueba de Relevo 4 × 100 m estilo libre masculino, en la que, con un tiempo de 3 minutos 16 segundos y 71 décimas, batió el récord de España pero no llegó a clasificarse para la final. El equipo estaba formado, además de por Markel, por los hermanos Bruno y Miguel Ortiz-Cañavate y Aitor Martínez. 
En los Campeonatos de España del Año 2015 consiguió ser campeón de España en las prueba de 50 metros libres y subcampeón en 100 metros libre.

## Biografía
Markel Alberdi Sarobe nació en la localidad guipuzcoana de Éibar en el País Vasco, España el 22 de octubre de 1991. Hijo de Casilda Sarobe y Luis Alberdi, comenzó a nadar el club eibarres Urbat Ike. En el año 2009 se traslada a San Sebastián para comenzar sus estudios universitarios de Ingeniería mecánica y se enrola en las filas del equipo del Bardulia IKT, pero tras la desaparición de este, pasó al Club Bidasoa XXI.
Destacó en las pruebas de velocidad, pruebas de 50, 100 libre y 50 mariposa, destacando entre los nadadores vascos. En abril de 2012 logra la marca de 51,52 segundos en los 100 metros libres en el open de Málaga, que reduce a 51,21 segundos en la Copa de Clubes una semana más tarde y la deja en 50,97 en el Trofeo de Navidad de San Sebastián de ese mismo año.
En el Campeonato de invierno de Palma de Mallorca de 2013 lográ, en la primera tanda del 4 x 100 libres un tiempo de 49,15 segundos, convirtiéndose en el segundo nadador español más rápido del momento después de Aitor Martínez. 
En el Open de Pontevedra logra tiempos de 50,39 segundos en la final de 100 metros libres y 22,88 segundos en la de 50 metros libres.
Tras el buen resultado obtenido en el Open Natación de Pontevedra de 2013 es seleccionado para participar en el Mundial de Natación de ese año que se celebró en Barcelona en julio. Participóa en la prueba de los 4 x 100 libres. En el otoño de ese año se integró en el Centro de Alto Rendimiento Blume de Madrid para perfeccionar sus habilidades deportivas.
En julio de 2015 logra el récord de España en 100 metros libres de natación con un tiempo de 49,18 segundos. Becado por el programa del gobierno vasco Basque Team se preparó para acudir a los Juegos Olímpicos de Río de Janeiro 2016 donde partición con el equipo de natación español en la prueba de Relevo 4 × 100 m estilo libre masculino, en la que, con un tiempo de 3 minutos 16 segundos y 71 décimas, batió el récord de España pero no llegó a clasificarse para la final.

## Datos
- Club: Club Bidasoa XXI
- Lugar de entrenamiento: San Sebastián, piscinas Paco Yoldi (P50m)
- Altura: 1,86 m
- Peso: 76 kg (2016)
- Entrenadores que has tenido a lo largo de tu carrera deportiva:

Eduardo López (Urbat)
Deyane Hernández  (Urbat)
Jon Murua
Mejores marcas
| Prueba      | P25     | P50    |
| ----------- | ------- | ------ |
| 50 libre    | 22.55   | 22.42  |
| 100 libre   | 50.39   | 49.18  |
| 50 mariposa | 25.06   | 24.85  |
| 200 libre   | 1.50.52 | 1.54.7 |